# Club Atlético Argentino (fútbol femenino)
El Club Atlético Argentino, conocido como Argentino de Rosario, es una Asociación Civil sin fines de lucro fundada el 15 de enero de 1912 en la ciudad de Rosario, en la provincia de Santa Fe. El estadio donde disputa sus encuentros como local es el José Martín Olaeta, que tiene una capacidad para 12.500 espectadores.
Su equipo de fútbol femenino, conocido como Argentino de Rosario Femenino y apodado las Salaítas, es el más longevo de la ciudad de Rosario siendo también el primer club rosarino en participar oficialmente en AFA, compitiendo desde el año 2018. Disputó la Primera División B, segunda categoría del sistema de fútbol femenino argentino hasta su desafiliación de AFA en 2023.

## Historia
Teniendo una larga historia en el fútbol femenino, siendo el equipo más longevo en contar con la disciplina, disputó por años la Liga Rosarina de Fútbol. En el año 2018 el conjunto salaíto decide dar el salto a la oficialidad, siendo el primer equipo rosarino en competir en torneos organizados por la Asociación del Fútbol Argentino, haciéndolo en la Primera División B. En septiembre de 2018 se realizó una convocatoria para armar el plantel, que se nutrió con jugadoras de San Lorenzo, ya que se fusionó con la Liga Sanlorencina de Fútbol para presentar un equipo.
Su primera temporada fue en 2018-19 como equipo incorporado. En la Zona B, debutó el 22 de septiembre de 2018, de local ante Luján, partido que culminó en derrota 1-4, María Belén Silguero anotó el descuento, convirtiéndose en la primera futbolista en marcar oficialmente para Argentino en torneos oficiales. Acabaron la temporada como ante-penúltimas en su zona, debiendo disputar la fase permanencia, donde finalizaron en 14° en la tabla general.
Hasta ahora, sus dos mejores actuaciones han sido el 3° puesto en 2021 y nuevamente la misma posición en 2022. En este último campeonato culminaron 1° en su zona, con 9 victorias y solo 1 derrota, clasificando a la fase ascenso donde al quedar en 3° lugar, disputaron el reducido por el segundo ascenso donde vencieron por goleada 5-0 a Argentinos Juniors en cuartos de final y 4-1 a All Boys en semifinales, luego ganaron por 1-0 el partido de ida en la final ante Banfield (el tanto del encuentro fue anotado por Maribel Aquino en contra), sin embargo el 20 de noviembre de 2022, El Taladro se impuso por 3-1 a Argentino de Rosario en la final del Reducido y accedió a la máxima categoría del fútbol argentino. El partido resultó con polémica, ya que hinchas del elenco rosarino reclamaron a su juicio un mal arbitraje en su contra.

### Desafiliación
En agosto de 2023 el club emitió un comunicado confirmando su desafiliación de torneos oficiales de AFA y retirándose antes de tiempo del torneo en disputa. Disputadas las 7 fechas de la fase ascenso, al haberse retirado el equipo, todos los partidos siguientes se le dieron por perdidos. Esto se debió a un conflicto existente entre las jugadoras y la directiva del club.

## Jugadoras

### Plantel
Actualizado a marzo de 2023.

## Cuerpo técnico
Personal y cuerpo técnico de Argentino de Rosario de la temporada 2023.
| Icono |
| |
| - Entrenador: Felipe Zubeldía - Preparadora física: Darlene Wohlrab - Ayudante de campo: Gonzalo Mainardi - Entrenador de arqueras: Damián Vega - Kinesióloga: Mailén Lista - Videoanalista: Javier Diaz - Coach: Luciano Pankiw |
| |

## Participación en campeonatos nacionales

### Cronograma
La competencia AFA oficial comenzó a disputarse desde 1991, la segunda división desde 2016, Argentino de Rosario hizo su primera aparición en 2018.

## Palmarés
| Competición        | Campeón | Subcampeón | 3.er Puesto |
| ------------------ | ------- | ---------- | ----------- |
| Primera División A |         |            |             |
| Primera División B |         |            | 2021, 2022  |